# دوروثيا كونيرز
دوروثيا كونيرز (بالإنجليزية: Dorothea Conyers)‏ (11 نوفمبر 1869 في جمهورية أيرلندا - 25 مايو 1949، ليمريك في جمهورية أيرلندا)؛ روائية بريطانية-أيرلندية.